# وكالة الفضاء النرويجية
وكالة الفضاء النرويجية (نرويجية:Norsk Romsenter)، هي وكالة الفضاء التابعة للحكومة النرويجيةالتي تقوم بترقية الأبحاث الفضائية. تقع الوكالة في أوسلو في سكوين تحديداً. وهي جزء جانبي من الوزارة النرويجية للتجارة والصناعة.وهي حالياً عضو في وكالة الفضاء الأوروبية.

## وصلات خارجية
- وكالة الفضاء النرويجية